# 竞争管理局
48°51′52″N 2°20′04″E / 48.86444°N 2.33444°E
竞争管理局（法語：Autorité de la concurrence），原法国竞争管理委员会，是法国为管制反竞争行为和研究市场作用成立的一个独立行政管理局。它的主要目的是加强对市场竞争管理，保证国内经济治安状况。
虽然它被认为没有管辖权，法国竞争管理局仍会发出禁令，做出决定，以及在合适情况下实施处罚。
它位于巴黎市，11 rue de l'Échelle (某些部门位于6 avenue de l'Opéra)。

## 外部鏈接
- 官方网站